# 1664
Năm 1664 (Số La Mã:MDCLXIV) là một năm nhuận bắt đầu từ ngày thứ Ba (liên kết sẽ hiển thị đầy đủ lịch) trong lịch Gregory (hoặc một năm nhuận bắt đầu từ ngày thứ sáu của lịch Julius chậm hơn 10 ngày).